# Valdesotos
Valdesotos község Spanyolországban, Guadalajara tartományban. Valdesotos Tamajón, Retiendas, Puebla de Valles, Tortuero és Campillo de Ranas községekkel határos. Lakosainak száma 31 fő (2024).

## Népesség
A település népessége az utóbbi években az alábbiak szerint változott:
| Lakosok száma | 39   | 26   | 25   | 30   | 30   | 23   | 26   | 26   | 24   | 31   |
|               | 2001 | 2004 | 2006 | 2009 | 2011 | 2014 | 2016 | 2019 | 2021 | 2024 |